# ژیان‌مرغ بامبوی سینه‌تار
ژیان‌مرغ بامبوی سینه‌تار (نام علمی: Hemitriccus diops) گونه‌ای از پرندگان از خانواده ژیان‌مرغ است. در آرژانتین، برزیل و پاراگوئه یافت می‌شود. زیستگاه‌های طبیعی آن جنگل‌های دشت مرطوب نیمه‌گرمسیری و جنگل‌های کوهستانی مرطوب نیمه‌گرمسیری یا گرمسیری است.